# شهرستان پتروفسکی (سرزمین استاوروپول)
شهرستان پتروفسکی (به لاتین: Petrovsky District) یک شهرستان در روسیه است که در سرزمین استاوروپول واقع شده‌است.